# Along Came Polly
Along Came Polly (titulada Y entonces llegó ella en España y Mi novia Polly en Hispanoamérica) es una comedia romántica estadounidense de 2004, escrita y dirigida por John Hamburg, y protagonizada por Ben Stiller y Jennifer Aniston.

## Argumento
Reuben Feffer, un actuario que no se arriesga a asumir riesgos y trabaja para una gran compañía de seguros de vida, está celebrando su luna de miel con su nueva esposa, Lisa Kramer, en la isla de San Bartolomé, pero la descubre que le ha sido infiel con Claude, un instructor de buceo francés teniendo relaciones sexuales con el. Lisa afirma estar enamorada de Claude y decide quedarse en St. Barts con él, después de la ruptura y la caida de coche, Claude lleva a Reuben al aeropuerto. Reuben regresa solo a su casa en Nueva York e intenta recomponer su vida. Mientras está en una galería de arte con su amigo, Sandy Lyle, se encuentra con su excompañera de clase de la escuela secundaria Polly Prince.
Reuben invita a Polly a salir y ella lo invita a cenar en un restaurante marroquí, a lo que él accede a pesar de tener el síndrome del intestino irritable  y alli conoce a Rodolfo su hurón mascota que compro en un mercadillo en Italia. La cita termina mal cuando Reuben obstruye el inodoro de Polly, pero ella le da una segunda oportunidad y los dos van a bailar salsa juntos. Polly baila provocativamente con su amigo Javier, y Reuben admite sentirse incómodo, explicando que en realidad odia la comida picante y generalmente evita comportamientos "riesgosos" que ella claramente disfruta. A pesar de esto, Polly lo lleva a casa y tienen sexo.
Polly y Reuben siguen viéndose con regularidad, y Reuben se ve desafiado por Polly a experimentar cosas nuevas, así como por Leland Van Lew, un director ejecutivo aventurero que quiere que la empresa de Reuben lo asegure para poder mantener el control de su empresa. Reuben también le pide a Javier que le enseñe a bailar salsa, lo que le permite sorprender y encantar a Polly cuando regresan al club de salsa.
Cuando Lisa regresa con la esperanza de reconciliarse con Reuben, Polly se asusta cuando Reuben se refiere a ella como su novia. Reuben se debate entre Polly, una mujer de espíritu libre pero evasiva, y Lisa, una mujer segura y familiar. Ingresa información sobre ambos en un programa informático de seguros que mide el riesgo, pero inclina el programa hacia Polly. La computadora le dice que, a pesar de sus numerosos errores con ella, ella es la opción menos riesgosa para Reuben.
Van Lew lleva a Reuben y Polly a un viaje en barco. Mientras los dos se refugian bajo cubierta durante una tormenta, Polly descubre la evaluación de riesgos y discute con Reuben. Rechaza su propuesta de irse a vivir juntos y le dice que sería mejor que volviera con Lisa.
De regreso a casa, Reuben está abatido por la pérdida de Polly e invita a Lisa al espectáculo inaugural de Sandy, donde se entera de que Polly se va de Nueva York en unas horas y, al mismo tiempo, lo llaman urgentemente al trabajo para dar su presentación de análisis de riesgos sobre Van Lew.
Después de un discurso que su padre, Irving, le da a Sandy sobre no vivir en el pasado, Reuben se da cuenta de que quiere estar con Polly y no con Lisa, y se apresura a ir a su apartamento para impedir que se vaya. Mientras tanto, Sandy reemplaza a Reuben en su presentación de análisis de riesgos sobre Leland y convence con éxito a la junta directiva para que lo asegure.
Reuben alcanza a Polly y trata de persuadirla para que se quede. Ella todavía no está segura de que sean compatibles, así que él come comida del suelo para demostrar que es capaz de correr riesgos. Polly finalmente se convence y termina saliendo con Reuben, pero ambos acuerdan que tomarán su relación paso a paso y no se apresurarán a casarse.
Un año después, Reuben y Polly pasan las vacaciones en la misma playa de St. Bart. Él se ha relajado más, mientras que Polly se siente más cómoda con el compromiso. Se encuentran con Claude, pero en lugar de enojarse, le agradece por haber desencadenado el curso de los acontecimientos que lo llevaron hasta allí antes de dirigirse desnudo al agua con Polly para unirse a Leland en su nuevo bote.

## Reparto
- Ben Stiller: Reuben Feffer
- Jennifer Aniston: Polly Prince
- Philip Seymour Hoffman: Sandy Lyle
- Debra Messing: Lisa Kramer
- Alec Baldwin: Stan Indursky
- Hank Azaria: Claude
- Bryan Brown: Leland van Lew
- Jsu García: Javier
- Michelle Lee: Vivian Feffer
- Bob Dishy: Irving Feffer
- Missi Pyle: Roxanne
- Judah Friedlander: Dustin
- Kevin Hart: Vic
- Cheryl Hines: encargada del catering
- Masi Oka: Wonsuk
- Kym Whitley: Gladys